# Carla MacLeod
Carla Rae MacLeod (Spruce Grove, 16 giugno 1982) è un'ex hockeista su ghiaccio e allenatrice di hockey su ghiaccio canadese.
Ha vinto due medaglie olimpiche nell'hockey su ghiaccio con la nazionale femminile canadese, entrambe d'oro. In particolare ha trionfato con la sua squadra alle Olimpiadi invernali di Torino 2006 e alle Olimpiadi invernali di Vancouver 2010. 
Nelle sue partecipazioni ai campionati mondiali ha conquistato una medaglia d'oro (2007) e tre medaglie d'argento (2005, 2008 e 2009).
Dopo il ritiro è stata assistente allenatrice della nazionale canadese Under-18 femminile (2011-2012) e della selezione femminile maggiore giapponese (2011-2014, con la partecipazione a Soči 2014), prima di tornare in patria ed allenare a livello giovanile e universitario.